# Philippe Capdenat
Philippe Capdenat (* 17. Juli 1934 in Bordeaux) ist ein französischer Komponist und Musikpädagoge.

## Leben
Capdenat besuchte in seiner Schulzeit in Bordeaux Spezialkurse für Mathematik; daneben hatte er Klavierunterricht und leitete den Jugendchor der Stadt. Von 1954 bis 1958 studierte er an der École Nationale Supérieure des Mines Saint-Étienne und nahm Klavier- und Kompositionsunterricht am Konservatorium. Nach seinem Militärdienst in der Kolonie Algerien arbeitete er von 1960 bis 1967 als Ingenieur in Paris.
Zur gleichen Zeit leitete er den Chorale Jérich und das Kammerorchester Orchestre de Chambre Philippe Capdenat und nahm Kompositionsunterricht bei Max Deutsch. 1967 unternahm er als Dirigent des Rundfunkorchesters von Odense eine Tournee durch Dänemark. 1968–69 erarbeitete er mit Maurice Béjart in Brüssel das Ballett Je fus cet enfant-là, das in Paris uraufgeführt wurde. Von 1981 bis 1991 war er Dozent an der Sorbonne; außerdem unterrichtete er an der Universität Lyon und der Universität Tours.
1992 wurde Capdenat Professor für Musikanalyse und Komposition an der École Nationale de Musique et de Danse in Montreuil bei Paris. Von 1995 bis 2001 war er Direktor des Fachbereichs zeitgenössische Musik am Conservatoire Nadia et Lili Boulanger in Paris, danach wirkte er bis 2010 als Präsident der Gesellschaft Opus Open für zeitgenössische Musik. 1990 erhielt er den Komponistenpreis der SACEM, 1996 den Preis der Académie des Beaux-Arts.

## Werke
- Prélude & fugue für Orgel Op. 0 (1956)
- Irradiations für neun Streicher Op. 1 (1964)
- Batteries für präpariertes Klavier Op. 2 (1967)
- Concerto italien für präpariertes Klavier, Celesta, elektrische Orgel, Vokalensemble und Orchester Op. 3 (1970)
- Haute surveillance, Schauspielmusik für Tonband (1970)
- Pentacle für Harfe, Psalterium und Streichtrio Op. 5 (1971)
- Note d'espace für elektrisches Cello und Tonband Op. 6 (1972)
- Chrysos, Ballettmusik für Tonband (1972)
- Wahazzin für Soloperkussion, drei Marimbas und großes Orchester Op. 4 (1972)
- Croce e delizia für Sopran, Flöte, Klarinette, Violine, Cello und präpariertes Klavier Op. 7 (1973)
- Symphonèmes für Orchester Op. 8 (1973)
- Lysis, Schauspielmusik für Tonband (1973)
- Stimuli für Klänge und Instrumente Op. 9 (1974)
- Rituale per Cenci für Bass, Orgel-Synthesizer, Bläserquintett und zwei Perkussionisten Op. 10 (1974)
- Tahar für zwölf Streicher Op. 11 (1975)
- Cérémonie secrète, Ballettmusik für Tonband (1975)
- Opéra solo für Schauspieler-Pantomime (1975)
- Le silence de l'oiseau de la paix für fünf Bläser und Orchester Op. 12 (1975)
- Sonata di continuo für elektrisches Cello, präpariertes Klavier und Tonband Op. 14 (1978)
- Cassation für zwei Kammerorchester Op. 15 (1979)
- Simple-Double-Triple für Ondes Martenot, Klavier, Perkussion und drei Orchester Op. 16 (1980)
- I Cenci, Oper nach Antonin Artaud Op. 13 (1981)
- Sinfonia sui Cenci für Orchester Op. 17 (1981)
- Palindrome I, Barocksuite für Laute und Oboe Op. 18 (1980)
- Palindrome II für Streichquartett Op. 19 (1981)
- Palindrome III, Sonate für Klavier Op. 20 (1981)
- Palindrome en Chaconne I für Orgel Op. 21 (1982)
- Palindrome en Chaconne II für Orchester Op. 22 (1983)
- Palindrome en Chaconne III für Streichsextett Op. 23 (1983)
- Nadira für Sopran, Sprecher, Chor und Orchester Op. 24 (1983)
- Batteries II für zwei präparierte Klaviere Op. 25 (1984)
- Erta a tre für Bläsertrio Op. 26 (1984)
- Pantoum für Mezzosopran und Klavier Op. 27 (1983)
- Palindrome en Chaconne IV für Klavierquartett Op. 28 (1988)
- Palindrome en Chaconne VI für zwölf Streicher Op. 29 (1986)
- Serenata für Kontrabass und präpariertes Klavier Op. 30 (1985)
- Six études en variations für zwei Violinen Op. 31 (1986)
- Sébastien en martyr, Kammeroper Op. 32 (1986)
- Le Sébastien de Mantegna für Bariton und Klavier Op. 32b (1986)
- Flèche de tout bois für Klarinette und Klavier Op. 33 (1989)
- Sérénade für Kontrabassquartett Op. 34 (1986)
- Le assonanze, Trio für Ondes Martenot, Klavier und Perkussion Op. 35 (1987)
- Sade, Oper Op. 36 (1989)
- Pyramis für Klavier und zwei Streichtrios Op. 37 (1991)
- Sur le nom de Sade für Klavier Op. 38 (1991)
- Badinerie für Cembalo Op. 39 (1991)
- Le chasseur égaré für Chor Op. 40 (1993)
- Requiem für Sopran, Bariton, kleinen und großen Chor, Chororgel, große Orgel, Klavier und Perkussion Op. 41 (1993)
- Le sirop d'Eros für Sopran, Klarinette und Klavier Op. 42 (1993)
- Le sirop d'Eros für Sopran, Klarinette, Horn und Streichquartett Op. 42b (1998)
- Air dodécatonique für Bariton, Altsaxophon und Klavier Op. 44 (1993)
- Va-t'en, go!, Tango für Sopran, Klarinette, Klavier, Violine, Viola und Cello Op. 45 (1996)
- Galatée, Ekloge für Streichquartett Op. 46 (1999)
- Après une lecture de Pétrarque, Madrigal für gemischten Chor a cappella Op. 47 (1999)
- Prose brisée für Sopran, Bariton und Klavier Op. 47a (1998)
- Sonnet CCLXXIX de Pétrarque für Stimme und Klavier Op. 48 (1999)
- Vocalise sur les onomatopées für Stimme und Klavier Op. 48a (1999)
- Sarabande für Cello solo Op. 49 (1999)
- Le condamné à mort, Monodram für Bariton, Akkordeon und Instrumentalensemble Op. 52 (2000)
- Palindrome en Chaconne V für Bläser- und Streichquintett Op. 43 (2001)
- Alerte für Solotrompete Op. 50 (2000)
- Fanfare für Bläserquintett Op. 51 (2000)
- ...après une lecture de Pétrarque, Madrigal für Sopran, Tenor und Streichsextett Op. 54 (2003)
- Maris Stella für Klarinette und Harmonieorchester Op. 55 (2003)
- Trois danses für Altsaxophon und Harfe Op. 56 (2004)
- 2ème quatuor à cordes ("le condamné à mort") Op. 57 (2005)